# مطار يولين شيشا
مطار يولين شيشا هو مطار سابق في يولين، شنشي في الصين. المطار الرسمي ليولين تم تغييره إلى المطار الجديد مطار يولين يو يانغ عندما افتتح في آذار / مارس 2008.
مطار يولين شيشا أول مطار في يولين، افتتح رسميا في عام 1988، ولكن مخططات توسيع المطار ألغيت عندما فشل المطار في تلبية متطلبات التطورات الجديدة. وتم صدور الأوامر ببناء مطار جديد وهدم مطار يولين شيشا.
ويحتوي المطار على مدرج واحد (15/33) يبلغ طوله حوالي 1500 متر.